# تودا تاداتو
تودا تاداتو (به ژاپنی: 戸田 忠寛 Toda Tadatō)؛ ۱۷ اکتبر ۱۷۳۹ – ۱۴ مارس ۱۸۰۱) سامورایی و دایمیو در دوره ادو اهل ژاپن بود.